# Rafael Dick
Rafael Dick Worrier (Honduras; 25 de julio de 1942) es un exfutbolista hondureño que jugaba de defensa.

## Trayectoria
Jugó profesionalmente desde que se inauguró la Liga Nacional de Honduras en 1965, debutando con el Olimpia. Se mantuvo solo cinco años hasta su retiro en 1970.

## Palmarés

### Títulos nacionales
| Título        | Equipo  | País     | Año     |
| ------------- | ------- | -------- | ------- |
| Liga Nacional | Olimpia | Honduras | 1966-67 |
| Liga Nacional | Olimpia | Honduras | 1967-68 |
| Liga Nacional | Olimpia | Honduras | 1969-70 |